# Lê Xuân Chuyển
Lê Xuân Chuyển (3 tháng 9 năm 1952 – 15 tháng 8 năm 2016) là Thiếu tướng Quân đội nhân dân Việt Nam và chính trị gia người Việt Nam. Ông nguyên là Phó Tham mưu trưởng Tác chiến Quân đoàn 3, Quân đội nhân dân Việt Nam, Tham mưu trưởng Quân khu 1, Quân đội nhân dân Việt Nam, Phó cục trưởng Cục Tác chiến, Quân đội nhân dân Việt Nam.

## Xuất thân
Lê Xuân Chuyển sinh ngày 3 tháng 9 năm 1952; nguyên quán: xã Thái Học, huyện Bình Giang, tỉnh Hải Dương ( nay là xã Thái Minh); trú tại số 14-TT1, ngõ 183 Hoàng Văn Thái, phường Khương Trung, quận Thanh Xuân, TP Hà Nội; dân tộc: Kinh; tôn giáo: Không.

## Binh nghiệp
Ông gia nhập Đảng Cộng sản Việt Nam vào ngày 13 tháng 8 năm 1974.
Quá trình công tác:
- Từ tháng 12/1970 đến tháng 1/1971: Chiến sĩ, Tiểu đoàn 1, Trung đoàn 42, Quân khu Tả Ngạn.
- Từ tháng 2 đến tháng 5/1971: Học viên, Trường Hạ sĩ quan Quân khu Tả Ngạn.
- Từ tháng 6/1971 đến tháng 7/1973: Tiểu đội trưởng, Tiểu đoàn 4, Trung đoàn 24, Sư đoàn 10, Quân đoàn 3.
- Từ tháng 8 đến tháng 10/1973: Thượng sĩ, Trung đội phó, Tiểu đoàn 4, Trung đoàn 24, Sư đoàn 10, Quân đoàn 3.
- Từ tháng 11/1973 đến tháng 2/1974: Chuẩn úy, Trung đội trưởng, Tiểu đoàn 4, Trung đoàn 24, Sư đoàn 10, Quân đoàn 3.
- Từ tháng 11/1973 đến tháng 1/1975: Chuẩn úy, Thiếu úy, Trung đội trưởng, Đại đội phó, Đại đội trưởng, Tiểu đoàn 4, Trung đoàn 24, Sư đoàn 10, Quân đoàn 3.
- Từ tháng 2/1975 đến tháng 7/1976: Trung úy, Thượng úy, Tiểu đoàn trưởng, Tiểu đoàn 5, Trung đoàn 24, Sư đoàn 10, Quân đoàn 3.
- Từ tháng 8/1976 đến tháng 7/1978: Thượng úy, Học viên, Học viện Lục quân.
- Từ tháng 8/1978 đến tháng 12/1979: Đại úy, Thiếu tá, Trung đoàn phó, Trung đoàn trưởng, Trung đoàn 64, Sư đoàn 320, Quân đoàn 3.
- Từ tháng 1/1980 đến tháng 2/1984: Thiếu tá, Trưởng ban Tác chiến, Phòng Tác chiến, Bộ Tham mưu, Quân đoàn 3.
- Từ tháng 3/1984 đến tháng 6/1986: Thiếu tá, học viên, Học viện Quân sự cấp cao.
- Từ tháng 7 đến tháng 12/1986: Trung tá, học viên đào tạo giáo viên tại Học viện Quân sự cấp cao.
- Từ tháng 1 đến tháng 9/1987: Trung tá, Trưởng phòng Tác chiến, Bộ Tham mưu, Quân đoàn 3.
- Từ tháng 10/1987 đến tháng 12/1991: Trung tá, Thượng tá, Phó tham mưu trưởng Tác chiến, Quân đoàn 3.
- Từ tháng 1 đến tháng 12/1992: Thượng tá, cán bộ nghiên cứu, Viện Chiến lược quân sự, Bộ Quốc phòng.
- Từ tháng 1/1993 đến tháng 11/1998: Thượng tá, Đại tá, Phó hiệu trưởng huấn luyện, Trường Quân sự Quân khu 1.
- Từ tháng 12/1998 đến tháng 5/2004: Đại tá,Phó Tham mưu trưởng Quân khu 1.
- Từ tháng 6/2004 đến tháng 2/2006: Đại tá,Thiếu tướng, Tham mưu trưởng Quân khu 1.
- Từ tháng 3/2006 đến tháng 9/2013: Thiếu tướng, Thiếu tướng NL, Phó cục trưởng, Cục Tác chiến, Bộ Tổng tham mưu.
Chuẩn úy (1973) Thiếu úy (1974) Trung úy(1975) Thượng úy (1976) Đại úy (1978) Thiếu tá(1979) Trung tá (1986) Thượng tá(1990) Đại tá(1994) Thiếu tướng(2005)